# Trædemølle
En trædemølle er tømmerkonstruktion med et møllehjul, lavet af brædder. Hjulet drejes rundt ved at en person eller et dyr (hest eller okse) går rundt inden i det. Derved kan det trække en lille kværn eller en pumpe. Et meget ensidigt og kedeligt arbejde.
Trædemølle bruges også i overført betydning om "ensidigt gentaget arbejde". 